# Herz Jesu (Wiesdorf)

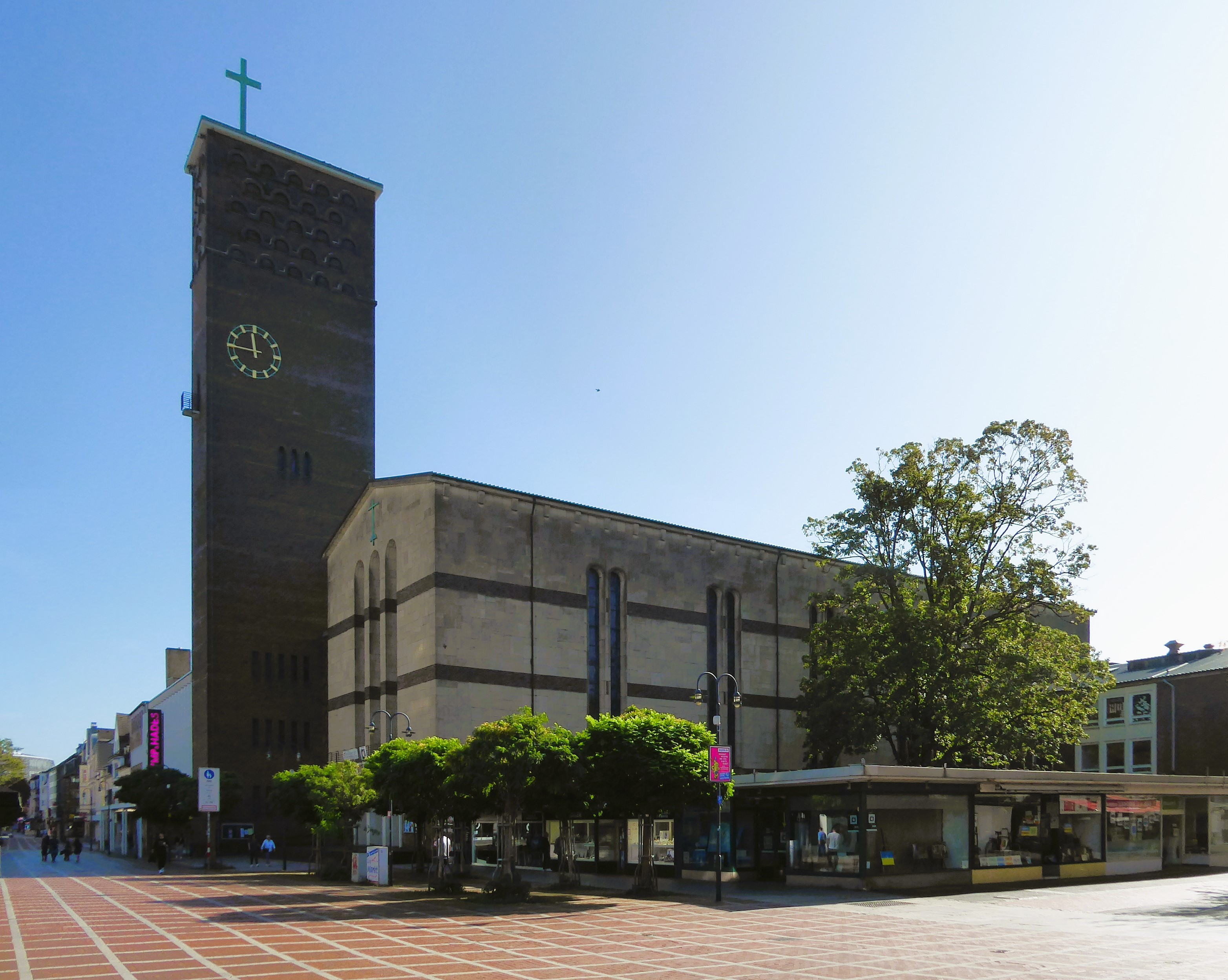
Herz-Jesu

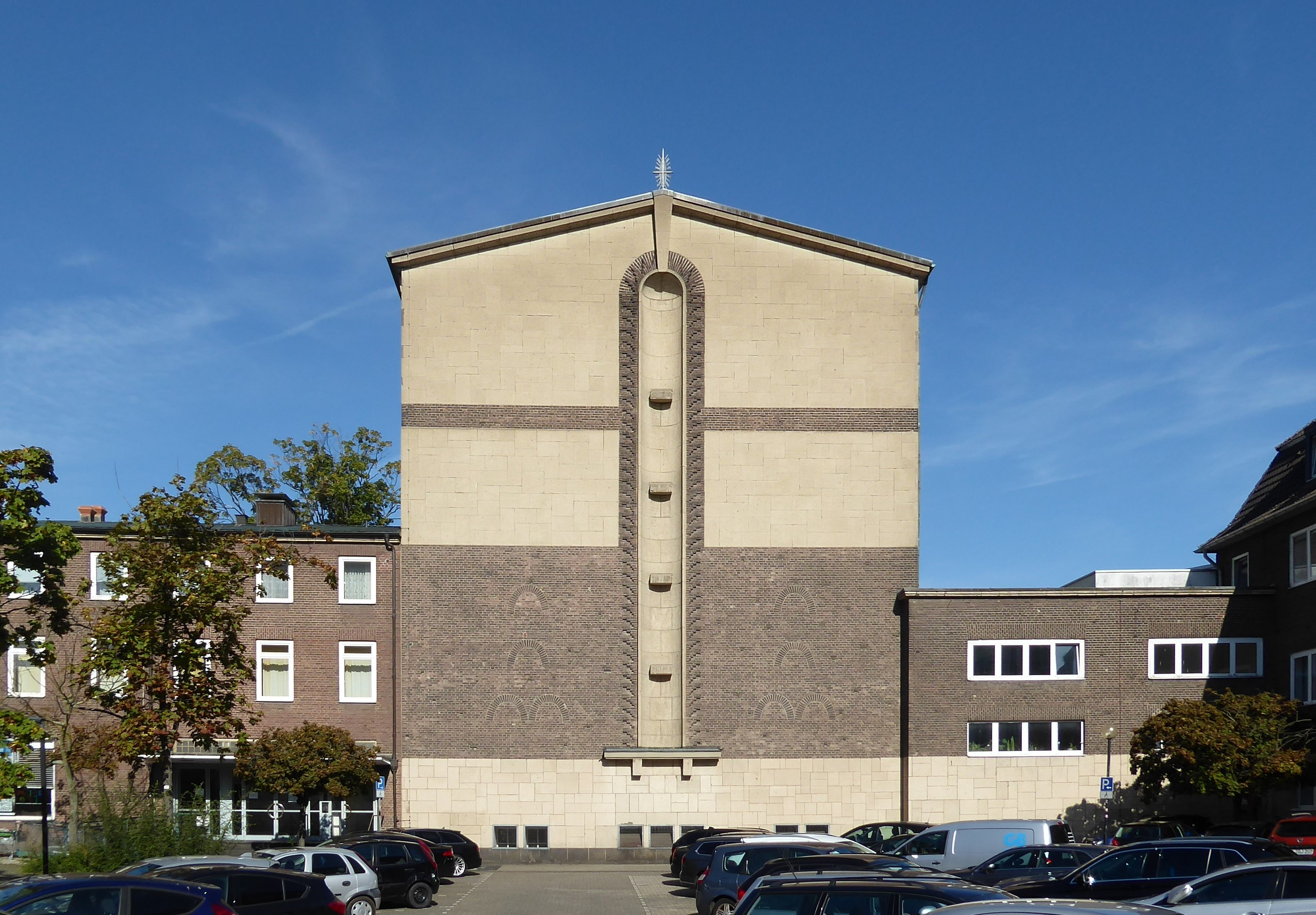
Blick zum Chor von Osten

Die römisch-katholische  Kirche Herz Jesu steht in Wiesdorf, einem Stadtteil von Leverkusen.

## Geschichte
Das Gotteshaus wird auch als „City-Kirche“ bezeichnet. Es wurde nach den Plänen des Langenfelder Architekten Bernhard Rotterdam erbaut. Die Weihe erfolgte am 5. Oktober 1929. Der 45 m hohe Backsteinturm, nach Bayer-Kreuz und Wasserturm ein Wahrzeichen der Stadt, wurde jedoch erst Anfang 1930 vollendet. Das Kirchenschiff ist 60 m lang und 17,50 m hoch. Der Innenraum wurde „standortbewusst“ im Stil einer Industriewerkshalle gestaltet. Die hohen, schlanken Rundbogenfenster in der Süd- und Westfassade wurden von dem niederländischen Künstler Jan Thorn Prikker entworfen.
Die Pfarrgemeinde Herz Jesu und St. Antonius Wiesdorf bildete zusammen mit den Pfarreien Christus König Küppersteg sowie St. Stephanus (Bürrig) seit 2002 den Pfarrverband Wiesdorf-Bürrig-Küppersteg, seit Herbst 2009 als Pfarreiengemeinschaft mit gemeinsamem Pfarrgemeinderat. Zum 1. Januar 2012 fusionierten diese Pfarrgemeinden zur neuen Kirchengemeinde St. Stephanus, Leverkusen. Pfarrkirche ist St. Stephanus.

## Orgel
Die Orgel wurde am 31. Mai 1965 eingeweiht. Sie wurde ursprünglich 1927 durch die Firma Klais für das Erholungshaus der Bayer AG erbaut und später an die Gemeinde verschenkt. Sie verfügt über 47 Register, drei Manuale und Pedal und wird über eine elektrische Traktur bespielt. Sie steht vor den Glasfenstern, die Thorn-Prikker entworfen hat.

## Glocken
Der Turm beherbergt folgende Glocken:
| Nr. | Name                | Gussjahr | Gießer          | Durchmesser (mm) | Masse (kg) | Schlagton (HT-1/16) |
| 1   | Heilig-Geist-Glocke | 1902     | Bochumer Verein | 1.990            | 3.300      | a0 +3               |
| 2   | Marien-Glocke       | 1930     | Bochumer Verein | 1.680            | 1.900      | c1 +2               |
| 3   | Josef-Glocke        | 1930     | Bochumer Verein | 1.490            | 1.350      | d1 +1               |
| 4   | Antonius-Glocke     | 1930     | Bochumer Verein | 1.390            | 1.080      | e1 -2               |